# (2263) Shaanxi
(2263) Shaanxi (1978 UW1) – planetoida z pasa głównego asteroid okrążająca Słońce w ciągu 5,23 lat w średniej odległości 3,01 au. Odkryta 30 października 1978 roku.